# Gusztáv és a hosszú élet
A Gusztáv és a hosszú élet a Gusztáv című rajzfilmsorozat negyedik évadának tizennegyedik epizódja.

## Rövid tartalom
Gusztáv vigyáz a kondíciójára, jógázik, vitaminkoszton él, megveti a könnyelműen élőket – és nem győzi le senki a szomorú túlélési versenyben.

## Alkotók
- Írta és rendezte: Kovács István, Nepp József
- Dramaturg: Lehel Judit
- Zenéjét szerezte: Pethő Zsolt
- Operatőr: Klausz András
- Kamera: Székely Ida
- Hangmérnök: Bársony Péter
- Vágó: Czipauer János
- Tervezte: Kovács István
- Háttér: Szoboszlay Péter
- Rajzolta: Vásárhelyi Magda
- Színes technika: Kun Irén
- Gyártásvezető: Marsovszky Emőke
- Produkció vezető: Imre István

A Magyar Televízió megbízásából a Pannónia Filmstúdió készítette.